# Ропазький край
Ро́пазький край (латис. Ropažu novads) — адміністративно-територіальна одиниця Латвійської Республіки. Розташований у центральній частині країни, в історичному регіоні Ліфляндія. Адміністративний центр — Ропажі (Роденпойс). Створений 2005 року. Площа — 326,4 км². Населення — 6904 осіб (2011). 

## Населення
Національний склад краю за результатами перепису населення Латвії 2011 року.
| Національність | К-сть | %        |
| -------------- | ----- | -------- |
| Латиші         | 5102  | 73,90 %  |
| Росіяни        | 1250  | 18,11 %  |
| Білоруси       | 132   | 1,91 %   |
| Українці       | 127   | 1,84 %   |
| Поляки         | 80    | 1,16 %   |
| Литовці        | 56    | 0,81 %   |
| Інші           | 157   | 2,27 %   |
| Разом          | 6904  | 100,00 % |